# Luis Callejo
Luis Callejo (ur. 1 sierpnia 1970 w Segovii) – hiszpański aktor teatralny, filmowy i telewizyjny.

## Życiorys
W 1993 roku wstąpił na madrycki uniwersytet Real Escuela Superior de Arte Dramático, który ukończył 4 lata później (specjalność teatr i dramat). Zadebiutował epizodyczną rolą w serialu "Droga do Santiago" w 1999. Po raz pierwszy pojawił się na dużym ekranie w filmie pt. "Sobre el arco iris". Uznanie i nominację do nagrody Goya otrzymał za film "Księżniczki". Znany także z serialu "Statek".
Biegle posługuje się językiem angielskim i francuskim.

## Wybrana filmografia
- 2005: Paco i jego ludzie jako Márquez (gościnnie)
- 2005: Księżniczki jako Manuel
- 2007: Klub samobójców jako Manuel
- 2008: Żona anarchisty jako José María Muñoz
- 2008: Che. Rewolucja jako boliwijski śledczy
- 2010: Inny jako Carlos
- 2011-2013: Statek jako Julián de la Cuadra
- 2011: 17 godzin jako Santiago Vecinos
- 2019: Pod gołym niebem jako rządca majątku